# Проституција у окупираној Србији (1941—1944)
Проституција у окупираној Србији била је, од стране немачких окупационих власти, легализован облика пружања сексуалних услуга у периоду од 1941—1944, за новац или другу материјалну надокнаду. Као облик бављења „најстаријим занатом на свету” била је законски прописана и озваничена, а полицијским и превентивномедицинским мерама строго контролисана. 
Осим легалне проституције постојало је и више облика маргиналног понашања, које се може подвести и под нелегални облик проституције, или одржавања интимних веза са окупатором, ван за то регистрованих објеката (бордела), кафанама, приватним кућама итд.  Тако су „рат и окупација умањивали границе између проститутки и других жена.“
На територијама са строгим режимом окупације, какава је била Србија под нацистима, интимне везе са окупатором имале су нарочиту тежину пошто су биле повезане са спровођењем расне политике, и зато су немачке власти сугерисале својим војницима да примарно остварују полне контакте са проституткама, чиме су стварали повољне услове за развој овог „насјтаријег заната на свету”.

## Историјске околности
По освајању Србије у муњевитом априлском рату 1941. године, нацистички окупациони режими покушао је да овлада окупираном територијом углавном ослањајући се: са једне стране на традиционалне, конзервативне, антикомунистички снаге, које иако су наглашавале патријархалне вредности и подстицале култ материнства и сексуалног конзервативизма, са друге стране су ослањајући се на феминистички наступ и омаловажавале окупирани народ и кроз сексуалну експлоатацију, што је био је у колизији са моралом жена, којима је окупација наметала нове „изазове и дужности”. 
Потреба запошљавања и појачаног ангажовања жена у погледу запошљавања, снабдевања и старања о породици захтевала је значајну активност жена које су услед одсуства мужева  (због одвођења у заробљеништво илогоре) или губитка брачног друга (у бомбаровању, репресалијама и одмаздама), самостално доносиле одлуке и водиле бригу о себи и породици. Окупација је повећала независност жена које су постале економски и емотивно јако рањиве, и у тим условима натеране да постану самопоузданије и преузму традиционалне мушке улоге. 
Новонастала општа немаштина и морално посрнуће у многим сферама живота које је рат донео утицали су и на огроман пораст проституције. А жене које су саме себе издржавале и нису имале помоћ средине и родбине, често нису имале другог избора него да се окрену проституцији, понекад и у страху од реакције немачких окупационих снага на одбијање њихових понуда за ступање у интимне односе. Тај страх од одбијања понуде објешњава једна од првих жена која је  ангажована у јавној кући за немачке војнике у Смедеревској Паланци, која је након обраћања немачким органима за добијање посла, добила понуду да прихвати проституцију. Свој пристанак она је објаснила речима: Ми нисмо имале куд, већ смо пристале.
Проституција је код појединих жена била је и производ тешке површности и лакомислености. али и облик бекства из тмурне ратне свакодневице  Неким женама, другојачијих моралних схватања, окупација је донела и осећај да су нестале раније норме понашања и владања, што ох додатно мотивисало да ступалају у интимне везе са окупаторским војницима, чак и наочиглед супруга и осталих укућана.
Тако је рат, немаштина и присуство страних војника на простору Србије утицало на кидање обруча грађанских обзира и морала, што је било и очекивано у јавности већ на самом почетку окупације Србије у Другом светском рату, једним делом и због сећања на понашање појединих жена у окупираној Србији током Првог светског рата, са истим тим окупатором.
У Новом Саду је постојала легална проституција пре Другог светског рата, до 1934. године, када је забрањена.

## Оснивање јавних кућа за немачке официре
Имајући у виду да је и пре почетка окупације у Србији владала проституција, не чуди што је присуство немачких војника у њеним градовима повећало потражњу за услугама кафана и других локала у којима су и пре рата држане проститутке, и утицало на пораст сексуалног насиља међу војницима вермахта.  Увидевши, пораст насилног понашање својих војника, немачка војна команда покушавала да ограничи сексуално насиље војника, и сачува углед и тадашњем миту о  „културним Немцима”, нарочито током првих дана окупације, пропагирала је и  охрабривала војнике да контакте остварују првенствено само са проституткама, над којима је одмах успоставили здравствени надзор.
Све вежа потражња за проституткама у већим центрима Србије убрзо је резултовала оснивањем посебних јавних кућа, намењених искључиво немачким војницима.  Тако се сазнаје, према извештају др Милоша Секулића емигрантској влади ...да је у Косовској улици у Београду отворена јавна кућа са 300 жена и девојака, намењена искључиво немачким војницима и под сталном лекарском контролом. Насупрот овој претераној процени, постоје и ови подаци:
- У улици Мајке Јевросиме — према попису из децембру 1941. функционисала је јавна кућа за немачке војнике у којој се у том периоду налазило 15 проститутки. У једном каснијем попису забележено је 40 жена које су радиле у овој јавној кући.
- У Босанској улици у Београду — евидентирано је 13 углавном јако младих девојака које су радиле у овој јавној кући за немачке официре
- Бордел Вермахта — отворен је и у Пожаревцу, где је у једном локалу било одвојено седам проститутки само за немачке војнике.
- Бордел Вермахта — постојала су и у Ваљеву и Смедеревској Паланци. Ове јавна кућа за немачке војнике имале су мали броје проститутки које су се често смењивале.

Проститутке су по градовима у унутрашњости Србије углавном радиле у кафанама и често су уживале заштиту немачких војника којима су пружале услуге. Услед тога биле су у значајној предности када су долазиле у сукоб са околином због њиховог неморала и колаборационизма.

## Ширење полних болести и здравствени надзор проститутки
Подручје Србије немачке власти третирале су као ризично подручје са великим бројем људи оболелих од полних болести и у том смислу Србија је подвргнута строгој санитарној контроли. Немачки органи су посебно строго  водили рачуна о здравственом стању војника, али и радника на принудном раду. На строжи здравствени надфзор потстакла их је чињеница, да када су хтели да за потребе радника у Костолцу отворе бордел, накнадним пртегледом констатовали је да од 200 жена запослених у костолачком логору треба отпустити 165 због полних болести, изазваних честим ступањем у сексуалне односе, чиме шириле заразу.
Проститутке су добиле посебне књижице и биле су обавезне да се три пута недељно јављају на лекарски преглед. Забрањена је нелегална проституција, као и подвођење и изнајмљивање соба у сврху проституције.
Санитетска полиција је била задужена за санитетски надзор над проституткама у погледу њихових исправа, здравља и хигијенских услова у становима. 

У циљу регулисања проституције и спречавања заразе комесар Министарства социјалне политике и народног здравља донео је 2. јуна 1941. „Правилник о сузбијању полних болести и проналажењу и надзору над проституцијом“ по коме је услов за обављање проституције било телесно и душевно здравље, пре свега одсуство полних и других заразних болести.  Правилником је било предвиђено: 
да проститутке два пута недељно обављају лекарски преглед. Између осталог проституткама је било забрањено да се скупљају на јавним и отвореним местима, да примају код себе незреле и несамосталне младиће, да примамљују мушкарце речима или знацима; да се на јавним местима раскалашно и непристојно понашају, да станују више од две у једном стану, да станују у зградама где су кафане, гостионице или хотели, да станују код мушкараца-самаца, у згради или дворишту где има малолетне чељади 
Месец дана касније донета је и „Уредба о допунама и изменама закона о сузбијању полних болести од 28. марта 1934. године“ која је обавезивала све оболеле од полних болести да се подвргну лечењу и забрањивала им полни сношај и ступање у брак. По оовој Уредби локалним властима је издато наређено да хитно предузимају лечење венерично оболелих жена, а не да их прогоне, што је иначе била честа пракса.
  

О раширености полних болести сведоче и подаци изнети на предавању др Милана Нешковића на Коларчевом народном универзитету који је између осталог истакао 
... да је на Трећем кожно-венеричном одељењу Опште државне болнице, намењеном за принудно лечење болесних и посрнулих девојака, које је отворено у јуну 1941, за прве две године излечено око 1.000 болесних девојака.

## Категорије проститутки
Према евиденцији Управа града Београда жене које су имале односе са немачким војницима смтране су проституткама и разврставане су у следеће категорије: 
| Категорија         | Карактеристике | Процењен број у 1941. |
| ------------------ | --- | --------------------- |
| Прва категорија    | - Жене које су виђене са немачким војницима по јавним локалима (посластичарнице, кафане, биоскопи, клубови). - Оне су услед лоших услова избегавале да раде по јавним кућама. | 45                    |
| Друга категорија   | - Жене које су се проституисале из љубави | 79                    |
| Трећа категорија   | - Жене које су се проституисале из материјалних разлога. - Оне су доборовољно примиле санитетске књижице или ступиле у јавне куће за немачке војнике                          | 100                   |
| Четврта категорија | - Жене које су се проституисале из материјалних разлога. - Оне су вршиле пропаганду и шпијунажу лакше природе дојавама надлежним немачким властима.                           | 39                    |
| Посебна категорија | - Кафанске певачице, од којих су многе подлегале и лекарском прегледу. | 60                    |

## Последице
Ванбрачна рађања деце
Проституција је за собом остављала дубоке трагове. Осим жига средине, из веза са немачким војницима рађала су се и деца (мада је о томе остало мало писаних података).
Жигосање најбилижих из непосредног окружења
Једна од последица је и та да су уз проститутке на списку груписане заједно са мајкама и кћерима, сестрам, другарицама или станодавкама и подстанаркама, са којима су наводно заједно спроводиле неморал. Оне су оптуживане да праве седељке и игранке са „највећим непријатељима Српства“, што је у народу изазивало револт и претњу „да их чекају вешала” која су често и сликовно била представљена нпр. на једном о прогласу равногорског покрета.
Кажњавање јавним шишањем
Присилно шишање жена као казна због сарадње са окупатором или ступања са њим у интимне односе које је постојало у Србији и током Првог светског рата, настављено је и у Другом светском рату. Кажњавање жена шишањем примењивао је равногорски покрет у Србији још на почетку окупације у случајевима жена и девојака које су имале било какве везе са окупаторским војницима. Највећи број присилних шишања жена у окупираној Србији извршен је током 1943. и 1944. године, односно приближавањем краја окупације.
Репресалије у првим месецима слободе
Већина проститутки је по ослобођењу Србије интернирана је и тако изолована, по затворима и касарнама Народноослободилачке војске Југославије. Тако је у затвору у Ђушиној улици у Београду било смештено према сведочењу лекарке Јулке Мештеровић, начелнице санитета Команде града Београда, 500—600 проститутки. Оне су биле одвојене у посебна одељења овог затвора одређена на захтев Команде града Београда и совјетска команда у страху од ширења полних болести међу војницима. 
Хапшење проститутки имало је два циља: њеихово кажњавање збок сарадње са окупатором и изолацију, јер су према сведочењу које је за  магазин „Круг“ пролећа 1999. године дао Милан Трешњић, некадашњи официр ОЗНА-е, после 20. октобра 1944. године, наводно у затеченим јавним кућама у Београд  „локалне проституке опслуживале уместо дојучерашњих клијената, немачких војника, нове власти, партизанске и совјетске официре.”